# Lobatang flavohumeralis
Lobatang flavohumeralis – gatunek chrząszcza z rodziny karmazynkowatych i podrodziny Lycinae.
Gatunek ten opisany został w 1999 roku przez Ladislava Bocáka i Miladę Bocákovą, którzy jako miejsce typowe wskazali Amabaidiru.
Chrząszcz o ciele długości 8,75 mm, spłaszczonym grzbietobrzusznie. Ubarwienie ciemnobrązowe do czarnego z jasnożółtą do ochrowej nasadą pokryw. Boki pokryw równoległe do nieco z tyłu rozszerzonych. Na każdej pokrywie po 4 podłużne żeberka pierwszorzędowe. Od podobnego L. papuensis różni się dłuższym i smuklejszym fallusem.
Gatunek znany wyłącznie z indonezyjskiej wyspy Yapen.